# Харченко Тарас Андрійович
Тарас Андрійович Харченко (1 січня 1948 — 1 березня 2009) — відомий український гідробіолог, еколог, доктор біологічних наук, професор, завідувач відділом санітарної гідробіології Інституту гідробіології НАН України.

## Жіттєпис
Т. А. Харченко народився 1 січня 1948 року в Новосибірську в сім'ї науковців. У 1954 р. родина переїхала до Києва. Після закінчення середньої школи він в 1967 р. вступає на біологічний факультет Київського державного університету ім. Тараса Шевченка. П'ять студентських років пройшли в захоплюючому пізнанні таємниць живої природи. Фундамент, закладений в ці роки, став основою успіхів у подальшій творчій роботі.

## Праці і роки
У 1972 році, після закінчення університетського курсу, набувши кваліфікацію біолога-зоолога, Тарас Андрійович був спрямований на роботу в Інститут гідробіології АН України, з яким пов'язана все його творче наукове життя. Роботу в інституті він почав, як і багато випускників університету, з посади старшого лаборанта у відділі санітарної гідробіології. Його вже тоді відрізняло активне ставлення до роботи. Знання та вміння, які він отримав в університеті, особиста творча ініціатива допомогли йому швидко включитися у науково-дослідницьку роботу, яку відділ під керівництвом  О. В. Топачевського і О. П. Оксіюк здійснював на каналах Радянського Союзу. Працюючи в групі зоологів під керівництвом О. Г. Кафтаннікової, Тарас Андрійович постійно був учасником і керівником експедицій на канали України (Дніпро — Кривий Ріг, Північно-Кримський, Дніпро — Донбас) і інших республік Радянського Союзу. Активно і захоплено працюючи, наділений відмінною пам'ятью і допитливим розумом натураліста, він уже тоді аналізував і узагальнював отримані дані, накопичував фактичний матеріал щодо зообентосу штучних водотоків. Він швидко пройшов звичайні ступені зростання молодого фахівця: старший лаборант, інженер, старший інженер, молодший науковий співробітник.
У цей період був проведений комплекс робіт, пов'язаних з усуненням біологічних перешкод, в першу чергу молюсків дрейсени у трубопроводах зрошувальних систем. Рекомендований новий метод усунення обростання в закритих зрошувальних системах за допомогою розчину  аміачної селітри був захищений авторським свідоцтвом і широко застосовувався не тільки у зрошувальних системах, а й для захисту від обростання трубопроводів технічного водопостачання. Цей метод почав застосовуватися і за межами України, зокрема в США та Росії.
Фундаментальні дослідження зообентосу лягли в основу кандидатської дисертації Т. А. Харченка (1978 р.), яка мала біоценологічну спрямованість і була присвячена макрозообентосу Північно-Кримського каналу. Крім того, ним також було зібрано і узагальнено матеріали по зообентосу каналів Іртиш — Караганда,  Каракумського і інших каналів Середньої Азії. Масштаби досліджень з його активною участю розширюються. Він виконує роботи на водоймах України. Середньої Азії, на  Дунаї.
Після захисту кандидатської дисертації почався новий етап досліджень: встановлення ролі безхребетних у функціонуванні водних екосистем і формуванні якості води. Тарас Андрійович вперше визначив функціональну роль зообентоса і окремих популяцій безхребетних в продукційно-деструкційних процесах в каналах, вивчив їхню роль в процесах самоочищення і формування якості води.
У 1982—1983 рр. Тарас Андрійович, за розпорядженням Президії Академії наук, проводить дослідження у В'єтнамі. У 1988 р. він затверджений у званні старшого наукового співробітника. У цьому ж році він очолив роботу лабораторії Дунаю і лиманів, а з 1985 р. він — заступник директора Інституту гідробіології з наукової роботи.
Значну частину свого наукового життя Тарас Андрійович Харченко присвятив вивченню Дунаю — другої за величиною річки Європи. Дослідження було розпочато в кінці 1970-х рр. в зв'язку з реалізацією проекту перекидання стоку для обводнення посушливих регіонів півдня України (водогосподарський комплекс Дунай — Дніпро). Зусиллями українських вчених в тому числі і Т. А. Харченка, вдалося довести неспроможність і недоцільність цього проекту з екологічних позицій. У той же час було реалізовано першу стадію проекту — опріснення солоного лиману Сасик і створення транзитного водосховища Дунай-Дністровської зрошувальної системи. Отримано унікальний досвід глобального перетворення природної екосистеми: створення прісноводного водоймища на місці солоного лиману.
Дослідженню процесів, що відбуваються в екосистемі Сасикського водосховища Тарас Андрійович присвятив понад 10 років. Під його керівництвом було створено польову науково-експериментальну базу для проведення комплексних гідробіологічних досліджень, що послужили надалі основою створення монографії «Біопродуктивність і якість води Сасикського водосховища в умовах його опріснення». Ця унікальна робота мала величезне наукове значення як досвід створення моделі енергетичного балансу водної екосистеми.
Працюючи на Дунаї, Тарас Андрійович активно розвивав інтернаціональну співпрацю. Завдяки його організаторському таланту було проведено ряд комплексних наукових експедицій. Він був заступником начальника Першої міжнародної гідроекологічної експедиції дослідження Дунаю на ділянці від м. Вилкове (Україна) до м. Відень (Австрія), в якій взяли участь 116 науковців з 10 європейських країн. Завдяки його цілеспрямованій роботі були налагоджені тісні наукові контакти з представниками багатьох країн, в першу чергу з Болгарською Академією наук, і в результаті проведені спільні дослідження української та болгарської ділянок Дунаю.
Результатом досліджень, проведених на Дунаї, стала низка монографічних видань: «Гідроекологія української ділянки Дунаю і суміжних водойм», «Black Sea Biological Diversity», «Біорізноманітність Дунайського біосферного заповідника. Збереження та управління», «Екологічні проблеми басейну Дунаю в межах України», «Екологічні проблеми пониззя Дунаю, біорізноманіття та біоресурси озерно-болотного ландшафту дельти», «Науково-практична інструкція щодо природокористування і ресурсозбереження в  біосферних резерватах України (на прикладі Дунайського біосферного заповідника)», в яких розкриваються гідроекологічні проблеми придунайського регіону.
У перші дні після аварії на Чорнобильській АЕС Т. А. Харченко очолив роботу першої наукової радіологічної експедиції на Київське водосховище і надалі продовжував дослідження  радіонуклідного забруднення водойм України, впливу його на гідробіонтів.
Тарас Андрійович Харченко в усі періоди своєї наукової діяльності приділяв велику увагу питанням біоценології і загальної екології. Зокрема. це проявилося в його інтересі до концепції консорції. Тарас Андрійович був по суті першим, хто звернув увагу на дану концепцію стосовно гідробіології. Саме ним з колегами було сформульовано положення про існування в гідробіоценозі гетеротрофної консорції. Положення цього істотного доповнення до концепції консорції і консортивних зв'язків, яка була широко поширена в  фітоценології, були засновані на різнобічному вивченні особливостей деяких спільнот бентоса і перифітона. Тарас Андрійович був визнаним в Радянському Союзі фахівцем по одному з важливих видів педробіонтів — дрейсені. Саме вивчення особливостей структури її  популяцій, ролі їх в спільнотах було покладено в основу консортивного підходу. Консорція з детермінантою дрейсеною була згодом вивчена Т. А. Харченком спільно з його учнями в абсолютно новому аспекті — в її зв'язку з детермінантою вищого порядку — великими уніонідами. Тут вперше в гідробіології були проведені оцінки потоків енергії в консорції. Було також проведено оригінальне дослідження консорції губки. Дослідження в цій області розкрили талант Тараса Андрійовича використовувати досягнення суміжних наук, по-новому підходити до вже відомих фактів.
У 1994 р він успішно захистив докторську дисертацію «Макрозообентос та его функціональні характеристики в прісноводних екосистемах України».
Тарас Андрійович багато уваги приділяв роботі з молоддю. Під його керівництвом підготовлено 8 кандидатських дисертацій. Його робота по підготовці наукових кадрів високої кваліфікації відзначена спеціальною нагородою Президії Національної Академії наук України.
Легко володіючи пером, накопичувши величезний науковий матеріал, Т. А. Харченко опублікував 10 монографій і понад 150 наукових статей.

## Публікації

#### Монографії
- Гидробиология каналов Украинской ССР. — К.: Наук. думка, 1990. — 240 с. — (Соавт. Оксиюк О. П., Олейник Г. Н., Шевцова Л. В. и др.).
- Биопродуктивность и качество воды Сасыкского водохранилища в условиях его опреснения. — К.: Наук. думка, 1990. — 276 с. — (Соавт. Тимченко В. М., Иванов А. И., Ковальчук А. А. и др.).
- Гидроэкология украинского участка Дуная и сопредельных водоемов. — К.: Наук. думка, 1993. — 328 с. — (Соавт. Тимченко В. М., Иванов А. И., Ковальчук А. А. и др.).
- Дрейссена — Dreissena polymorpha (Pallas) (Bivalvia, Dreissenidae). Систематика, екология, практическое значение. — М.: Наука, 1994. -240 с. — (Соавт. Плигин Ю. В., Протасов А. А., Шевцова Л. В. и др.).
- Black Sea Biological Diversity Ukraine. — New York: United National Publications, 1998. — 352 p. — (Коллектив авторов).
- Біорізноманітність Дунайського біосферного заповідника, збереження та управління. — Київ.: Наук. думка, 1999. — 704 с.- (Колектив авторів).
- Використання нетрадиційних біоресурсів внутрішніх водойм на основі підвищення їх біорізноманітності методами культивування та інтродукції. — Київ: Ін-т гідробіології, 2001. — 64 с. — (Співавт. Ємельянова Л. В., Ляшенко А. В., Овчаренко М. О., Юришинець В. І., Воліков Ю. М.).
- Hydroecology of Lower Danube in the limits of Ukraine. — 2004, 40 р. — (Coavtors Romanenko V.D., Lyashenko A.V., Voloschkevich A.N.).
- Гидроэнергетика и окружающая середа / Под. ред. Ю. А. Ландау, Л. А. Сиренко. Гл.: Водная фауна беспозвоночных животных. Водохранилища ГЭС как фактор обогащения фауны беспозвоночных животных (Монография). — К.: Либра, 2004. — 472 с. — (С. 201—219). — (Соавт. Ляшенко А. В.).

#### Статті
- О консорциях в водных экосистемах // Гидробиол. журн. — 1981. — Т. 17, № 4. — С. 15-20. — (Соавт. Протасов А. А.).
- Гидробиологические исследования на Дунае: проблемы и перспективы // Гидробиол. журн. — 1990. — Т. 26, № 3. — С. 21-31.
- Концепция экотонов в гидробиологии // Гидробиол. журн. — 1991. — Т. 27, № 4. — С. 3-10.
- Дрейссена: ареал, экология, биопомехи // Гидробиол. журн. — 1995. — Т. 31, № 3. — С. 3-21.
- Структурно-функциональные характеристики макрозообентоса водных экотонов как индикаторный показатель их границ // Гидробиол. журн. — 1996. — Т. 32, № 2, 1996. — С. 3-11. — (Соавт. Ляшенко А. В.).
- Рост и продукция дрейссены в условиях искусственных водотоков // Гидробиол. журн. — 1997. — Т. 33, № 4. — С. 3-16. — (Соавт. Ляшенко А. В.).
- Макрозообентос левобережных водоемов нижнего Дуная в условиях их комплексного хозяйственного использования // Гидробиол. журн. 1997. — Т. 33, № 5. — С. 37-45. — (Соавт. Воликов Ю. Н.).
- Концептуальні основи стійкості водних екосистем // Другий з'їзд гідро екологічного товариства України. Тез. доп. — Т. 1. — К.: 1997. — С. 156—158. — (Соавт. Мережко О. І.).
- Экологические сукцессии, продуктивность эстуарных экотонных экосистем и глобальные процессы круговорота углерода в биосфере // Гидробиол. журн. — 1998. — Т. 34, № 1. — С. 3-15.
- Биоразнообразие водных ценозов и качество воды низовьев Дуная в пределах Украины // Гидробиол. журн. — 1998. — Т. 34, № 6. — С. 45-65. — (Соавт. Ляшенко А. В., Башмакова И. Х.).
- Концепція ефективного використання біопродукційного потенціалу водойм і водостоків з метою розвитку аквакультури риб в Україні // Таврійський науковий вісник, Вип.. 7. Сучасні напрямки та проблеми аквакультури. — 1998. — С. 384—395. — (Співавт. Сабодаш, Ткаченко).
- Захист біорізноманіття планети — нова філософія та світогляд людства в ХХІ столітті // Екологічні проблеми пониззя Дунаю, біорізноманіття та біоресурси озерно-болотного ландшафту дельти. — Київ: Інтерекоцентр, 1998. — С. 12-21.
- Різноманітність гідрофауни та біоресурси озерно-болотних комплексів Придунав'я // Екологічні проблеми пониззя Дунаю, біорізноманіття та біоресурси озерно-болотного ландшафту дельти. — Київ: Інтерекоцентр, 1998. — С. 39-48.
- Міжнародна програма охорони Дунаю і Тиси в межах України // Екологічний стан басейну Тиси. — Київ, 1999. — С. 7-22.
- Загальна характеритика біорізноманітності водних екосистем Закарпаття // — Екологічний стан басейну Тиси. — Київ, 1999. — С. 23-44.
- Ретроспективный анализ качества воды низовьев Дуная // Гидробиол. журн. — 1999. — Т. 35, № 6. — С. 3-16. — (Соавт. Ляшенко А. В., Башмакова И. Х.).
- Консорция двустворчатых моллюсков литорали равнинного водохранилища как структурно-функциональная совокупность гидробионтов // Гидробиол. журн. — 2000. — Т. 36, № 5. — С. 9-18. — (Соавт. Зорина-Сахарова Е. Е.).
- Основы самоочищения водных экосмистем и их устойчивости к антропогенным воздействиям (на примере подсистемы макрозообентоса Килийской дельты Дуная) // Гидробиол. журн. — 2002. — Т. 38, № 6. — С. 40-46.
- Гидробиота р. Тисы и ее изменения в условиях антропогенного пресса // Гидробиол. журн. — 2003. — Т. 39, № 3. — С. 11-26. — (Соавт. Карпезо Ю. И., Ляшенко А. В.).
- Биразнообразие водно-болотного комплекса дельты Дуная в Украине как функциональное доказательство целостности экосистемы экотонного типа // Гидробиол. журн. — 2003. — Т. 39, № 4. — С. 3-22. — (Соавт. Ляшенко А. В., Воликов Ю. Н., Этингова А. А.).
- Макрозообентос верховья Каховского водохранилища в условиях воздействия крупного промышленного центра // Гидробиол. журн. — 2004. — Т. 40, № 4. — С. 54-63. — (Соавт. Домбровский К. О.).
- Биоразнообразие понто-каспийской реликтовой фауны в дунайском бассейне (обзор) / К 100-летию со дня рождения Ю. М. Марковского // Гидробиол. журн. — 2004. — Т. 40, № 6. — С. 58-83.

#### Патенти, авторські свідоцтва
- Способ подавления нитчатых водорослей // А. С. № 1524865. Опубл. в Б. И. № 44, 1989. — (Соавт. Мережко А. И., Бузиян Г. Д., Пасичный А. П. и др.).
- Пристрій для промивки бентосних проб // Деклараційний патент на винахід. — Бюл., № 9 від 15.09.2004. — (Співавт. Домбровський К. О.).
- Методические рекомендации по устранению обрастаний дрейссеной (ракушкой) закрытых оросительных систем. — К.: Наук. думка, 1980. -16 с. — (Соавт. Шевцова Л. В.)
- Технология устранения обрастаний дрейссеной трубопроводов оросительных систем. — К.: Наук. думка, 1986. 32 c. — (Соавт. Шевцова Л. В.).
- Тернопольское водохранилище: «цветение» воды и рекомендации по его ограничению. // Ред. Гидробиол. журн. — К., 1993. Деп. в ВИНИТИ 27.12.93 № 3198-В93. — 78 с. — (Соавт. Иванов А. И., Парчук Г. В., Башмакова И. Х. и др.).

## Про нього
- Протасов А. А., Шевцова Л. В., Карпезо Ю. И., Ляшенко А. В., Давыдов О. Н. Памяти коллеги // Гидробиол. журн. — 2009. — Т. 45, № 2. — С. 117—220.